# Комфорт-Коув-Ньюстед
Комфорт-Коув-Ньюстед (англ. Comfort Cove-Newstead) — містечко в Канаді, у провінції Ньюфаундленд і Лабрадор.

## Населення
За даними перепису 2016 року, містечко нараховувало 407 осіб, показавши скорочення на 9,8%, порівняно з 2011-м роком. Середня густина населення становила 13,6 осіб/км².
З офіційних мов обидвома одночасно не володів жоден з жителів, тільки англійською — 400.
Працездатне населення становило 60,3% усього населення, рівень безробіття — 29,8% (38,5% серед чоловіків та 22,7% серед жінок). 100% осіб були найманими працівниками, а 0% — самозайнятими.

## Клімат
Середня річна температура становить 3,9°C, середня максимальна – 19,2°C, а середня мінімальна – -12,3°C. Середня річна кількість опадів – 1 091 мм.
| Клімат поселення                              | Клімат поселення | Клімат поселення | Клімат поселення | Клімат поселення | Клімат поселення | Клімат поселення | Клімат поселення | Клімат поселення | Клімат поселення | Клімат поселення | Клімат поселення | Клімат поселення | Клімат поселення |
| Показник                                      | Січ.             | Лют.             | Бер.             | Квіт.            | Трав.            | Черв.            | Лип.             | Серп.            | Вер.             | Жовт.            | Лист.            | Груд.            |                  |
| Середній максимум, °C                         | −1,82            | −2,29            | 1,07             | 6,37             | 10,56            | 15,40            | 19,19            | 18,95            | 14,82            | 9,73             | 4,93             | −0,38            |                  |
| Середня температура, °C                       | −6,82            | −7,3             | −3,93            | 1,37             | 5,55             | 10,40            | 15,81            | 15,61            | 11,48            | 6,38             | 1,61             | −3,71            |                  |
| Середній мінімум, °C                          | −11,83           | −12,3            | −8,93            | −3,63            | 0,53             | 5,40             | 12,50            | 12,28            | 8,12             | 3,04             | −1,73            | −7,06            |                  |
| Норма опадів, мм                              | 93               | 86               | 87               | 78               | 80               | 84               | 84               | 103              | 100              | 103              | 99               | 94               |                  |
| Середньомісячна швидкість вітру, м/с          | 6.60             | 6.23             | 6.10             | 5.67             | 5.20             | 4.98             | 4.60             | 4.70             | 5.28             | 5.80             | 6.37             | 6.68             |                  |
| Середньомісячна сонячна радіація, кДж/м²·день | 3610             | 6535             | 10684            | 14310            | 17338            | 19077            | 18831            | 15748            | 11532            | 6798             | 3774             | 2721             |                  |
| --------------------------------------------- | ---------------- | ---------------- | ---------------- | ---------------- | ---------------- | ---------------- | ---------------- | ---------------- | ---------------- | ---------------- | ---------------- | ---------------- | ---------------- |
| Джерело:                                      |                  |                  |                  |                  |                  |                  |                  |                  |                  |                  |                  |                  |                  |